# 王仁中
王仁中（1932年5月—），男，汉族，上海人，中华人民共和国政治人物。曾任民建中央委员，民建上海市委副主委。第七、八届全国政协委员。